# 东北育才学校
东北育才学校，位于辽宁省沈阳市，1949年5月1日成立于沈阳。其前身可溯至1927年满洲的日本移民建立的千代田小学校，现正式名称为东北育才教育集团，为隶属于沈阳市教育局的独立法人。九个校区分布于沈阳和抚顺，共包括13个学部，校园占地面积66.4万㎡，其中建筑面积35.1万㎡。每年向辽宁全省及新疆维吾尔族自治区招生，同时学生将拥有沈阳市区的学籍。

## 学校历史

### 中華人民共和國成立前的歷史

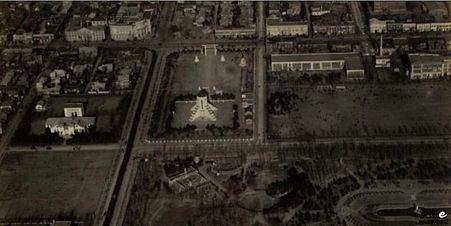
以奉天忠灵塔为中心的航拍图。图中忠灵塔右上（东侧）即是千代田小学的校舍（北校区西楼），再往右是教育研修所（主楼）。图中下部中间和右侧为千代田公园的一部分。

1919年，日本以奉天驿（今沈阳站）为基准，划定为满铁附属地供日本人居住、活动。改沈阳大街为千代田通，并建有千代田公园（校园南侧）、满洲中央银行千代田支行（校园北侧）、大和警察署（校园西侧）等。1927年，为教育日本移民子女，建立“满洲专门教育学校附属小学校”，后更名为奉天千代田小学。
1945年，中华民国政府光复东北后，改千代田通为中华路，学校名称也更名为“沈阳千代田国民学校”。期间日侨子女陆续返回日本，后于日本成立了“千代田小学同窗会”。1947年沈阳市政府接收后，先后交由长白师院与文理学院使用。
1949年，解放军进入沈阳，沈阳军区卫生部在此駐紮。

### 正式建校

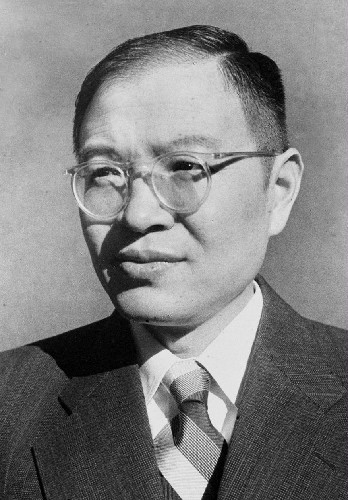
张闻天

1948年10月，辽沈战役即辽西会战结束，中国人民解放军第四野战军进入辽宁省作战。为减轻部队干部后顾之忧，罗荣桓决定把四野后勤部创办的“四野随军小学”留在沈阳，并创立一所寄宿制学校。时任东北局常委张闻天找到李力群，希望她出来以四野随军小学为基础办一所小学。四野随军小学在沈阳留下了40多个学生，其余200余人随第四野战军经天津迁往武汉，东北育才学校于1948年12月开始筹办，并于1949年初开始招生。
请参阅：南岗干部子弟学校
1949年5月1日在原有校舍正式开学，隶属于中共东北局。由张闻天命名学校为“沈阳第一育才小学”，徐特立为学校挑选教师并介绍刘辅同和肖先锐两位老师从湖南周南女中来校。当时，学校是一所东北局和沈阳军区的干部子弟学校，仅有小学一年至四年四个班190人，多为辽宁地区军政干部子女、烈士子女。今天在学校北校区（中山校区）主楼立有纪念张闻天的塑像。
|          | 学校名字可叫“东北第一育才小学”，以后发展大了，可叫第二、第三、小学扩大到中学、高中、大学都可能的。 |
| ——张闻天 | |

1950年，朝鲜战争初期，基于安全考虑学校于11月迁哈尔滨南岗区。次年3月返回。
1951年，現校址（北校區）移交給學校，同時育才第一批小学毕业生离校。同年贺龙曾来校看望师生。林彪和叶群也曾两次来校。沈阳行政委员会教育局曾专门发文，对学校及学生的各项开支费用做出明确规定。学校还与中国医科大学签署了关于医疗和化验员培训的合同。当时教育界主要学习苏联的教育理论和办学经验。学校多次接待苏联人的参观访问，并请苏联教育专家来校讲教育学，为全国首个聘请外教的中等学校。时任内蒙古自治区主席乌兰夫派人为学校送来了10头奶牛，使学生们每天都能喝上新鲜的牛奶。军队也送来了呢子军毯，解决了学生们的校服问题。同年东北军区卫生部从现在的北校區主楼搬出，该楼归属了学校，学校扩建为两个楼，占地38000平方米。
1954年7月，根据中央财政部及东北局决定，沈阳市教育局接管学校，更名为“沈阳市育才完全小学校”，但仍只招收沈阳市一级党政军干部子弟，实行寄宿制。
1956年，辽宁省委办公厅发出通知，将原东北计委所属的育英小学合并于育才小学，改为普通小学，实行走读制，但仍有300名住校生。合并后学校成为一所有教学班20个，学生993人，教师28人的颇具规模的小学。同年一度与沈阳市第五十三中学合并，同时招收小学、初中学生。后又分离。
1958年，学校设初中部，正式招收初中学生。从此学校开始以学力水平为标准，面向社会招生。但作为军队子弟学校，仍一直保留有寄宿制传统至今。除文革期间外，大体均以考试成绩为标准，直至2002年与2014年为行政命令所禁止而一度中断。
1960年，学校动工兴建新的教学楼即东楼，1962年竣工投入使用，于2009年拆除并在原址建造新楼。

### 文化大革命期间
1966年6月文化大革命工作组进校，8月离校。9月师生去外地大串联，一度被迫停课。次年教师分裂为“辽革站”“八三一”“辽联”三派，同年7月各派发生武斗，校外组织也曾卷入。由于失掉正常管理，学校实验室被砸，许多教学仪器损坏丢失。军宣队进校。
1968年，依据指示，学校“复课闹革命”。沈阳变压器厂工宣队进校，成立校革命委员会，将校名改为“沈阳变压器厂育红学校”。
1969年10月，沈阳市电话三分局以备战为名，占用了学校5320平方米的校园，直至1991年后方收回。同年，中华剧场又私自将校园西侧围墙拆除60余米，侵占校园场地约1200平方米。
1970年，校名改为“沈阳市第一二一中学”。
1974年，学校在蛇山子大队建立了学农基地。
1975年，学校取消小学部。在此期间，沈阳实行中小学九年制。毕业生上山下乡"接受贫下中农再教育"。
1977年，工宣队撤离学校。学制逐步恢复到文革前的“六、三、三”学制。学校成为一所占地面积50多亩、具有30多个班级的完全中学。
1978年，首届学生会成立。1981年首届教代会召开。
1980年，沈阳市教育局确定，在育才学校进行中小学“五四学制”实验。第二年学校成为沈阳市教育局直属学校，并被列为“辽宁省重点中学”。或是出于传统的原因，学校规避了“省级重点高中不得办初中”的规定，成为中国大陆目前为数不多的完全中学之一。

### 1980年-2000年

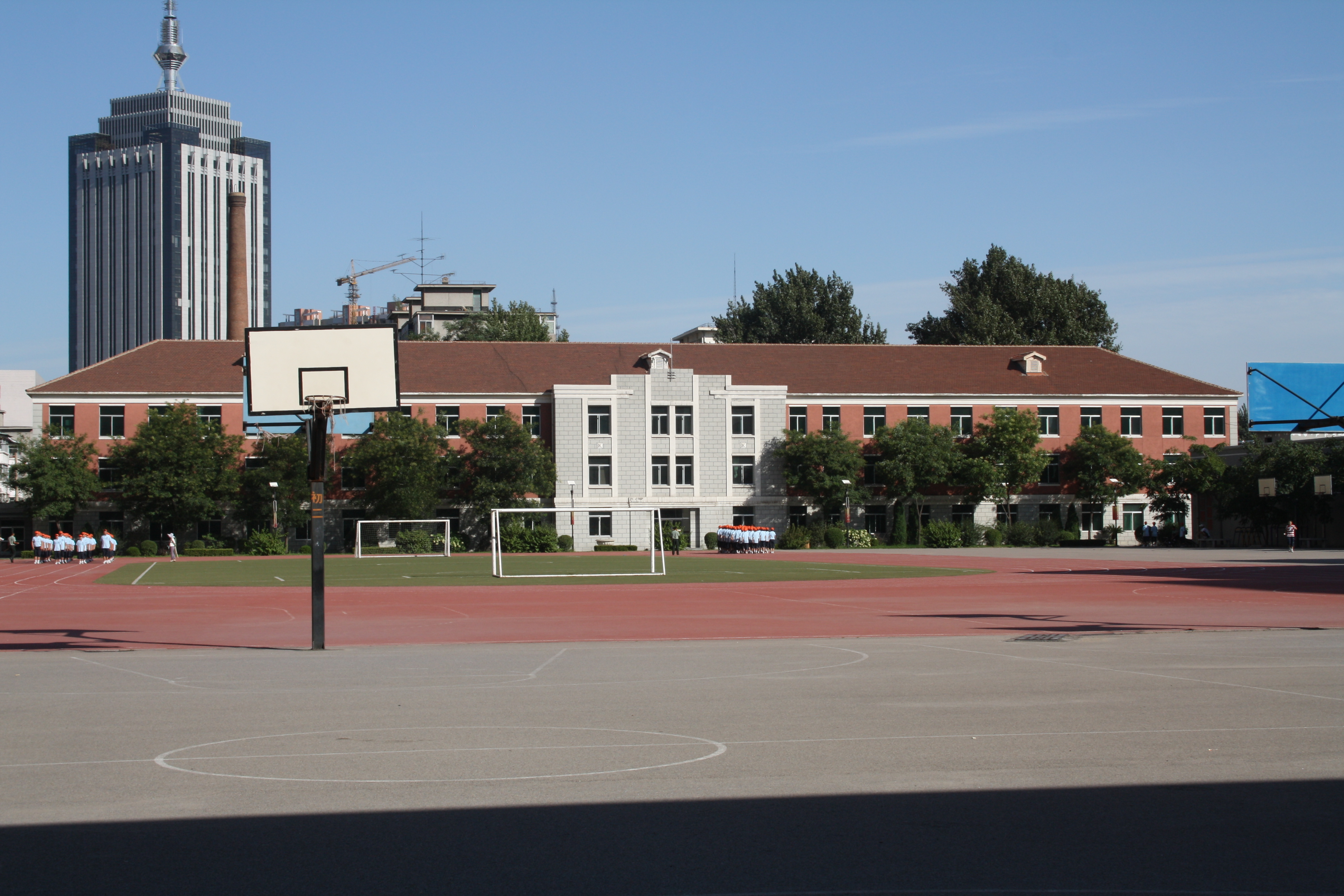
原东教学楼

1985年，葛朝鼎出任东北育才学校校长。在其任内，学校开始实施“优才教育”，而这一阶段学校共占地380多亩，具有106个班，建設起涵盖小学、初中、高中的教育集团。
1986年起学校先后设立了超常教育实验班（俗称少儿班）、数学特长班、计算机特长班（已取消）、英语特长班、日语特长班、初中三年常态班、六年一贯制班等特色班级。这些班级的学生在中国国内外的竞赛、中考、高考（或同中国同等级别的國外升学考试）中都取得了较好成绩，为学校赢得了声誉。学校教学质量稳步上升。初中教学成绩一直名列市区首位。高考成绩从居于重点中学中部位置，逐步上升到文理各科平均分、大学升学率、重点大学升学率、重点大学保送率均居于全省首位，2000年、2001年高中毕业生百分之百升入国家重点大学。
自1994年获第六届国际信息学奥林匹克竞赛金牌，实现了辽宁省在参加国际奥赛夺牌零的突破之后，东北育才学校连年在国际奥赛中夺牌,目前共获金牌14块、银牌7块、铜牌7块。在全国青少年科技创新大赛中获得8金9银8铜。
1986年，教育学院迁出育才，西楼收回。文革中被市电话三分局占用的校园，于1991年部分收回，成立了“沈阳日本语学习中心”，后又全部收回。并于1992、1995年先后建成了图书科技楼和综合楼。
1987年9月，日本千代田同窗会组织70多人的访华代表团来校访问。时任校长葛朝鼎、副校长赵魁阳于1989年8月回访。
1992年，设立日语特长班，至2011年，考入东京大学79人，京都大学98人，占全部351名毕业生的50.4%，也曾有多名同学被耶鲁大学录取。与中日友好分校（后更名为东北育才外国语学校）合计，每年有250名以上的学生赴日留学，并大多都考入了国公立大学，认为是较为成功的教育实验。1991年起，千代田小学校友大友太郎设立了大友太郎奖学金，其中较主要的是为考入日本的大学的学生提供的奖学金（每年3名）。
1994年，东北育才学校建校45周年，日本千代田同窗会赠送学校太阳能时钟一座，立于该楼正门前西侧。
1997年，浑南校区奠基，次年高中部迁入今沈阳市浑南区。
1999年，同日本关西语言学院合办的“中日友好分校”（后更名东北育才外国语学校）也在今浑南区开学。

### 2001年至今

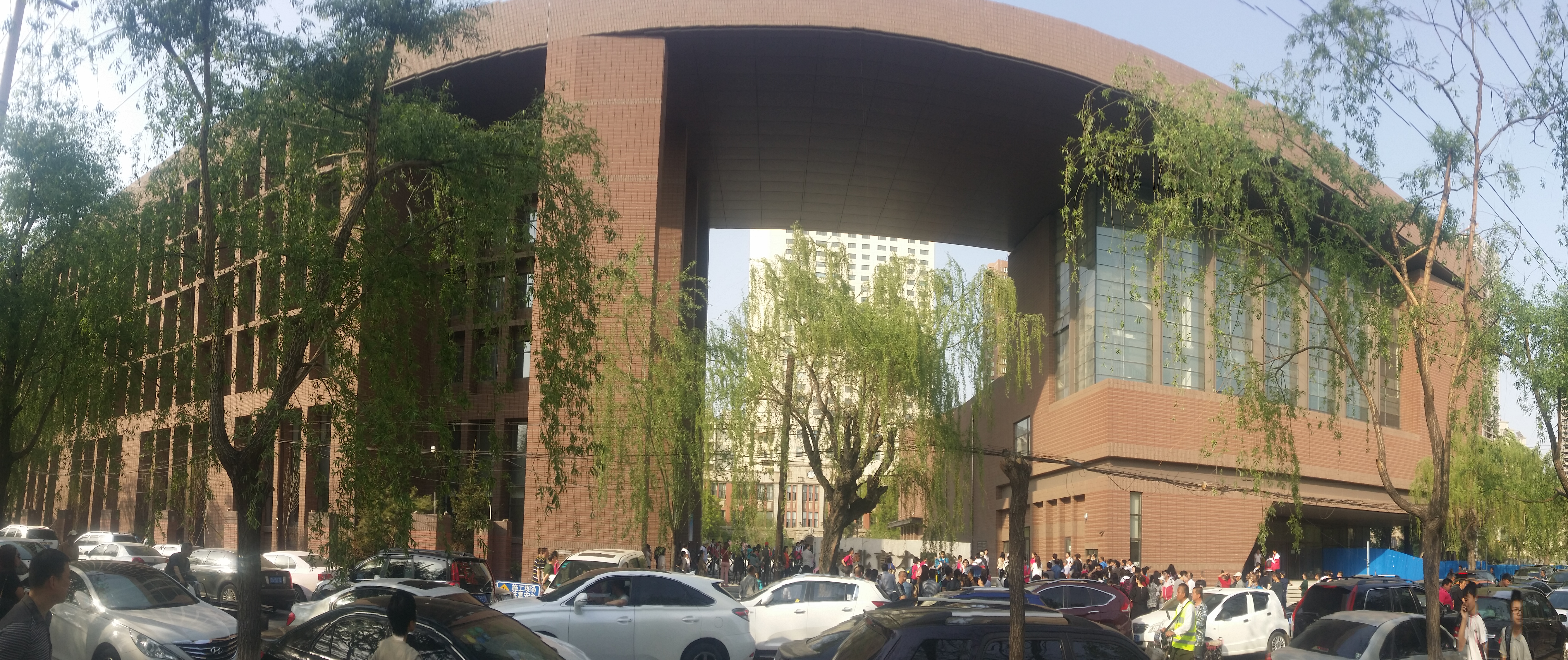
综合楼，右侧为东楼原址

2001年，葛朝鼎退休后旋即被聘为沈阳育才外国语学校校长。苏文捷担任沈阳育才学校校长，不断扩大学校规模，建立科学高中部（原理科部）、幼儿园、双语实验学校，并收购了周恩来曾就读的沈阳东关模范小学（原奉天官立东关模范小学）。同年学校被确定为“中国数学奥林匹克培训基地”。
2002年，沈阳市教研室归还占用的东楼南半部，次年学校对东楼重新装修。
2005年，成立“宏志班”，编入理科部(今科学高中部)。招收辽宁籍贫困学生，给予免去全部费用并发放津贴待遇。
2007年，苏文捷出任沈阳市教育局局长。高琛，特级教师，接任校长兼校党委书记。同时任沈阳市政府教育督导室副主任、沈阳市人大常委会教育委员会委员。同年成立赛艇队，包括皮划艇项目，亦经常参加龙舟比赛。聘用曾获汉城奥运会银牌的前中国国家女队成员担任教练。学校被确定为“清华大学射击队后备人才基地”。
2008年，国际部引入IB与AP课程。气象站、天文台、高新农业科普基地、射击馆等设施投入使用。同年9月28日“沈阳育才抚顺学校”举行落成典礼，为“落实以沈抚同城化加快沈阳经济一体化发展战略的一项改革创新的成果”，“通过教育服务委托管理的方式”进行管理。但是发展的同时，也出现负面新闻，东北育才双语学校发生重大暴力事件。李洪亮教师暴力殴打初二男生，造成其腿部严重受伤。事后李洪亮老师凭借自己的人脉和背景，威胁学生父母导致此事件的后续消声觅迹。
2009年，作为学校一部分的沈阳周恩来少年读书旧址纪念馆在這一年重新开馆。5月1日，东北育才学校举行60周年校庆。沈阳育才教育集团通过“整合”沈阳市悲鸿美术学校，创办“沈阳育才悲鸿美术学校”，第一批学生于秋季入学。此外，在南非举办的第十届国际青少年数学邀请赛上育才学生获得团体赛两金、个人赛一金、两银、一铜的成绩。沈阳市常务副市长代表市政府给予学校30万元奖励以示表彰。
2010年，学校于春学期获得美国AP考试授权，CEEB代码：694312 NORTHEAST YUCAI SCHOOL，并为此设置相应课程，同时，东北育才外国语学校也获得了独立的CEEB代码。秋学期，根据教育部下达的“2010年新疆内地高中班招生计划”成立“新疆部”，学生主要来自新疆的哈密与伊犁地区。并与华晨宝马汽车有限公司合作开设“沈阳育才德语部小学班”，为沈阳小学首个以德语授课的班级。至此，全校共建立四个小学部以及国际部小学班在内超过50个中队，其中包括四个“周恩来中队”。
2011年，原沈阳育才抚顺学校更名为东北育才实验学校，并与美国密歇根州牛津高级中学合作建立“沈阳育才实验学校国际高中”，学生同时在两个学校注册。

## 学校组织结构
学校实行学部制，根据成立沈阳育才教育集团后所提出规划方案，依据与学校关系，将各学部分为核心层，紧密层与松散层。

### 核心层

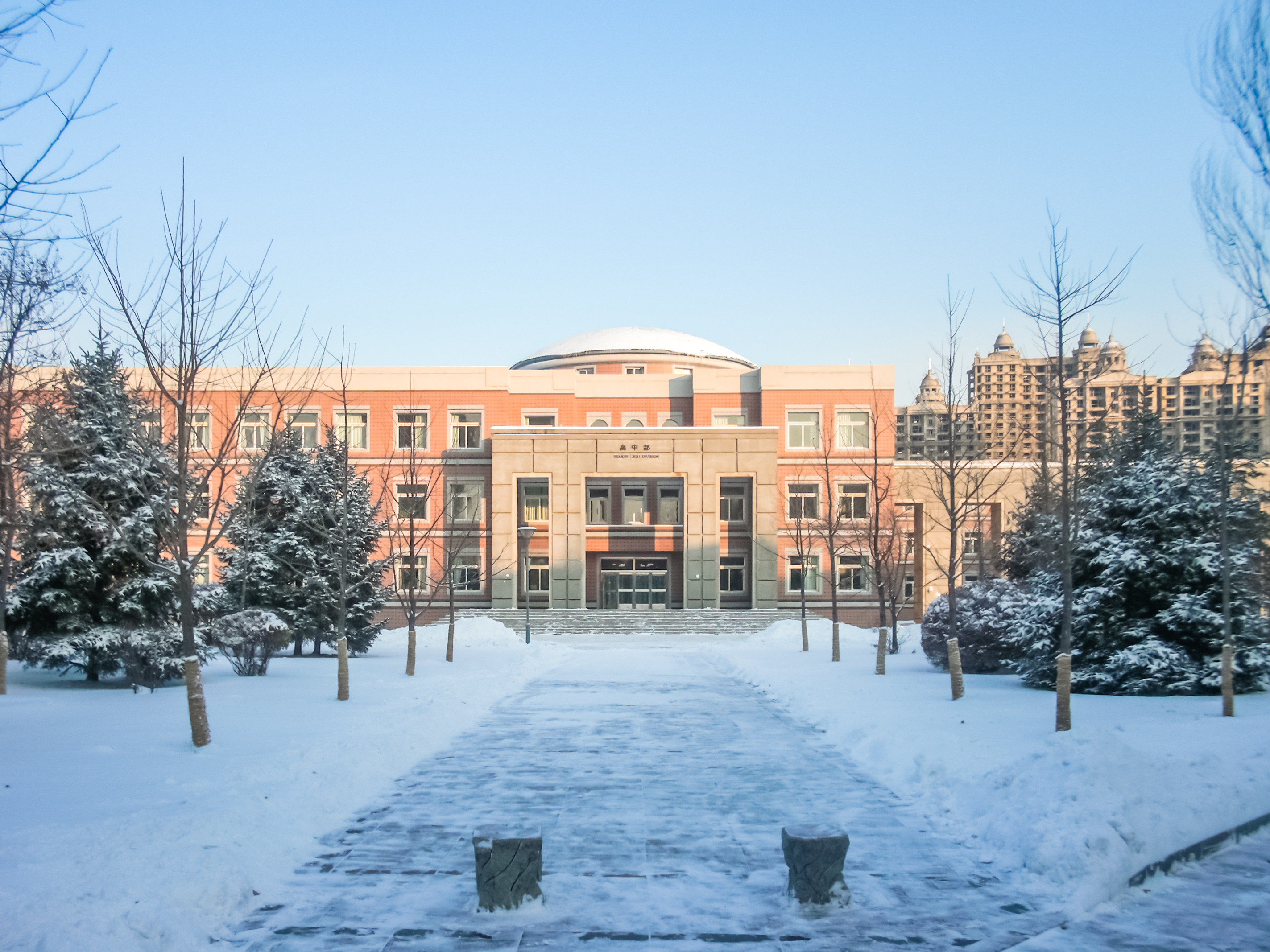
高中部

核心层即沈阳育才学校，行政关系上隶属于沈阳市教育局。其中初中部位于中山公园校区，东关模范小学位于沈阳市大东区原奉天省官立东关模范两等小学旧址旁，其他部门均在浑南新区高功路校区。
- 小学部，成立于1948年，至2011年正式合并入东关模范小学部
- 东关模范小学部，成立于宣统二年，前身是光绪三十一年设立的第六官立小学堂。

- 初中部
- 高中部
- 超常教育实验部，即少儿部，成立于1986年
- 科学高中部，曾面向辽宁全省招生，受政策影响，如今只面向沈阳市招生。为原理科部，但同样包括文理科班级。
- 新疆部，即新疆赴内地高中班，学制四年，包括预科1年与普通高中3年。目前在校生近300人，其中首届2010级41人，2011级80人，2012级78人。计划扩招至6个班，及建设符合穆斯林学生生活要求的食宿设施。
- 国际部，包括中文部、英语部，以及分别与米其林公司和宝马公司合作设立的法语部和德语部（2010年9月）[21]，并与德国歌德学院、德意志学术交流中心合作参与PASCH项目。

### 紧密层
- 沈阳育才幼儿园，校舍在毗邻浑南校区但独立的园区内。
  - 沈阳育才调兵山幼儿园，在园教职工42人，现有幼儿72人，占地6800余平方米，建筑面积5600平方米[22]。

- 沈阳育才双语学校，位于辉山开发区，占地 238 亩，建筑面积 8.26 万平方米。设计容纳3000名学生就读。校园内分为教学区、运动区和生活区，“其硬件条件在已建成的各个校园中是最为完备的[23]”。包括：
  - 小学部，包括59个班级，为班级编制最多的学部。学生近2200人，每班约35人，教工196人。其中五年级后直升初中部的学生，为五四学制。
  - 初中部，包括24~32个班级，每班40~50人。
  - 高中部

- 沈阳育才外国语学校,包括初中部与高中部

- 沈阳育才悲鸿美术学校，新校区（在建）位于沈北新区虎石台南大街，占地面积6.3万平方米，规划建筑面积3.7万平方米，总投资1亿元人民币。学校建成后可容纳初高中36个教学班，在校生1080人。学校将同时承担起沈阳市中小学艺术教育活动中心及中小学美术教师培训等任务[24]。

### 松散层
包括通过教育服务委托管理的方式进行管理的部门，其中沈阳育才学校的角色或可理解为受业主聘请授权的管理方及合作方:
- 沈阳育才实验学校，位于抚顺市李石开发区。原为东北育才抚顺学校，目前包括小学部和初中部，高中部在建。
  - 沈阳育才实验学校-美国牛津高级中学
- 沈阳育才丁香湖小学，系以于洪区政府名义，由华润置地投资6000万元实施建设的公办学校，建成后由东北育才学校和于洪区教育局共同管理。学校总占地2.6万平方米、建筑面积1.6万平方米，设有24个班级。主体工程将于2010年末竣工，于2011年8月投入使用并开始招生，计划招生目标为960人。

### 科学实验室
- 2010年8月，在科学研究实验室工作基础上，成立了创新教育研究所。并于当年8月选拔45名中学生组建了独立的“创新实验班”[26]。

| 项目                       | 合作方                    |
| -------------------------- | ------------------------- |
| 材料科学研究实验室         | 中国科学院 金属研究所     |
| 生命科学研究实验室         | 中国科学院 应用生态研究所 |
| 智能机器和机器人研究实验室 | 中国科学院 自动化研究所   |
| 软件科学研究实验室         | 东北大学 软件中心         |
| 中美合作研究实验室         | 伊利諾伊州數理學院        |

### 海外孔子课堂
沈阳育才学校为中国国家汉办确定的“对外汉语推广基地”，为辽宁首先在海外设立孔子课堂的学校。包括，
- 美国密歇根州Oxford（英语：Oxford, Michigan）市的Oxford High School等八所中小学
- 美国宾夕法尼亚州Episcopal Academy（英语：Episcopal Academy）

## 历任校长
- 李力群（1909年12月26日 - 2020年4月），江苏邳县人。1948年12月，筹建并任东北第一育才小学的首任校长，至1952年10月离任。父亲是国民政府的县长，叔父是中共地下党员。1926年，在徐州女子师范就读期间经中共江苏籍将领朱瑞介绍前往延安。为时任东北地区党政军负责人高岗的第二任妻子，因此在高岗饶漱石事件发生后曾受牵连，但因受到中共高层的指示而获得保护[28]。文革期间，在被指“为高岗翻案”的反黨小說《劉志丹》案中多次接受审查，1979年平反。退休后居北京。曾当选四届全国人大代表、五届全国政协委员，被国务院授予“革命老妈妈”称号。多次回学校参加活动，每年学校也会派代表前往北京探望。

- 马志英
- 夏柯
- 马淑性
- 王茂华
- 葛朝鼎
- 苏文捷
- 高琛

（相关信息不完整）

## 校友
- 李未，中科院院士、北京航空航天大学校长。
- 袁驷，清华大学土木工程系教授，副校长，第十一届全国人大环境与资源保护委员会副主任委员，第十届、十一届全国人大常委会委员。
- 马晓伟，中国医科大学副校长、中华人民共和国卫生部副部长。
- 吴志攀，1963级，中国法学会经济法学研究会会长，北京大学常务副书记。
- 刘晓莲，1965届，中共第一位女飞行员、空军少将，现中国人民解放军空军指挥学院副院长，九届全国妇联副主席。
- 林立衡，《空军报》副主编。
- 洪虎，1950级，曾任吉林省省长，第十届、十一屆全国人大法律委员会副主任委员。
- 宋立英，1956级，中国妇联中国儿童少年基金会秘书长。
- 朱育理，中国航空工业总公司（原第三机械工业部）总经理。
- 崔大林，国家体育总局副局长、中国奥委会副主席。曾任育才初中足球队队长。
- 本多RuRu，歌手。其母亲是学校的音乐教师。
- 李梓萌，中央电视台新闻联播节目主播，曾主持国际时讯，新闻直播间和新闻30分等新闻节目
- 王若麟，香港凤凰卫视新闻主播。
- 郑执，2006届，青年作家
- 蒋龙，影视演员。
- 陈鲲羽，2016级，著名青年科幻作家
- Jing Li，1996级，教授， Simon Fraser University， 加拿大

### 东关模范小学
- 周恩来，于1910年至1913年就读于东关模范小学，中华人民共和国首任政务院总理。

### 千代田小学
- 安部公房，日本知名作家[29]

## 學校榮譽
- 1958年，获“沈阳市先进单位”称号
- 1960年，获“全国文教群英会先进单位”称号
- 1981年，学校足球队代表沈阳市夺得“全国希望足球赛”冠军。
- 1994年，获第六届国际信息学奥林匹克竞赛金牌，为辽宁省第一枚国际奥赛金牌。
- 2007年，第二次獲“全国教育系统先进单位”稱號。上一次在47年前，當時稱為“全国文教群英会先进单位”。

## 重要历史建筑

### 原满洲教育专门学校
北校区主楼位于沈阳市和平区南一马路100号，2004年作为沈阳奉天千代田小学旧址被列入沈阳市首批不可移动文物名录。
此建筑并非千代田小学旧址，而是满洲教育专门学校旧址。而真正的千代田小学旧址为西楼，别称“满洲教育专门学校附属千代田小学校”。

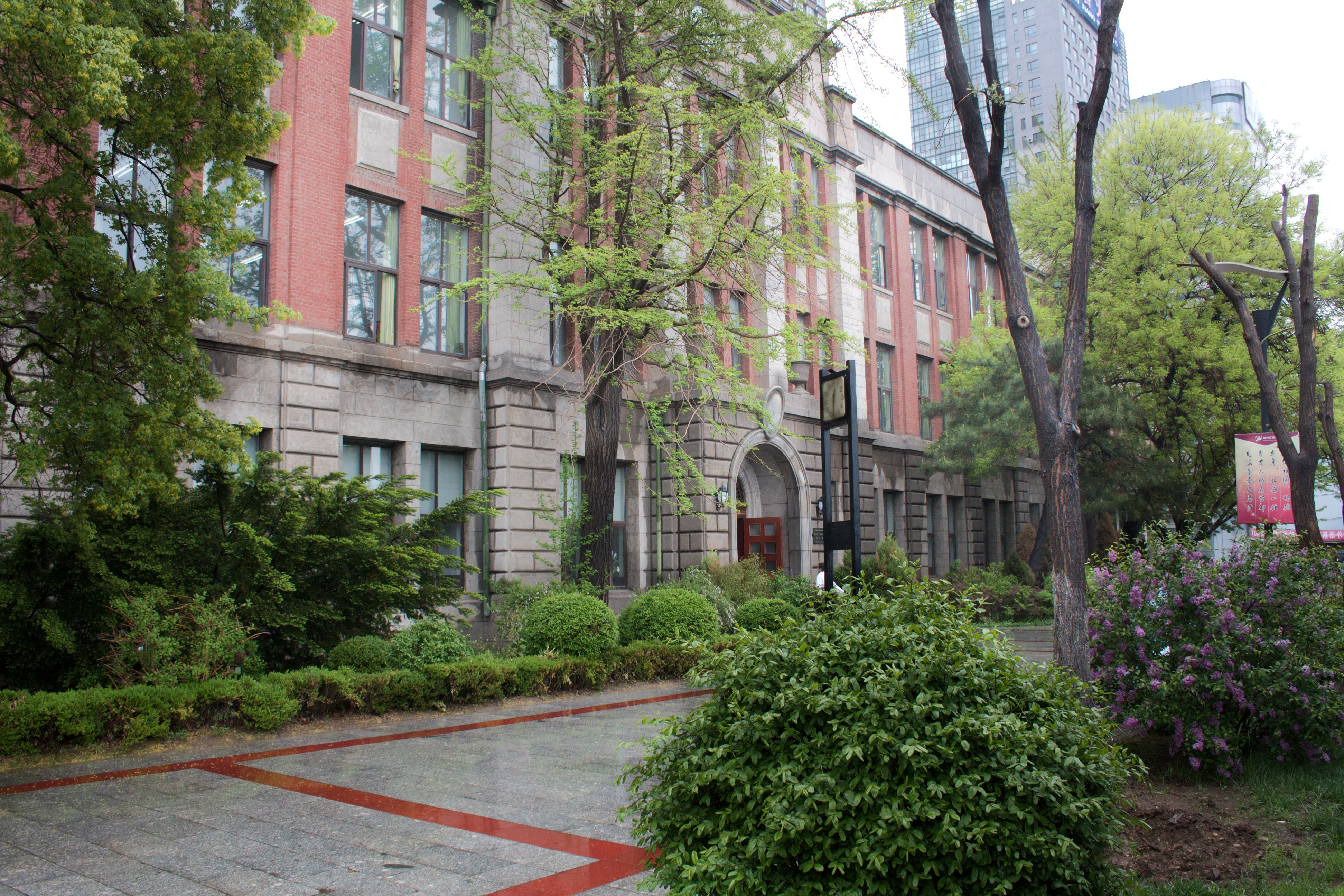
曾被沈阳市称为“千代田小学旧址”的北校区主楼
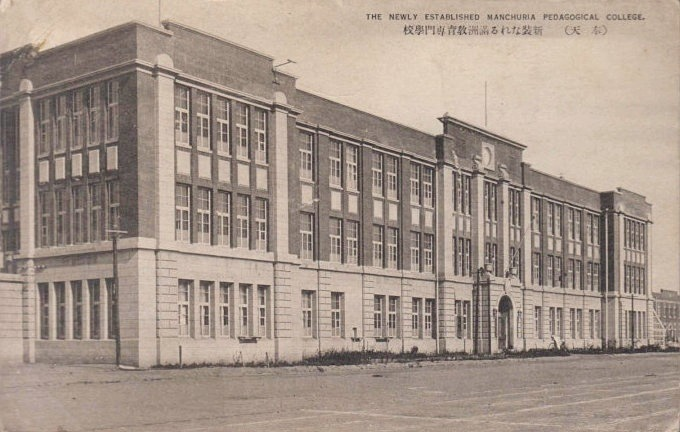
旧明信片上的满洲教育专门学校，即今北校区主楼

### 奉天省官立东关模范两等小学校

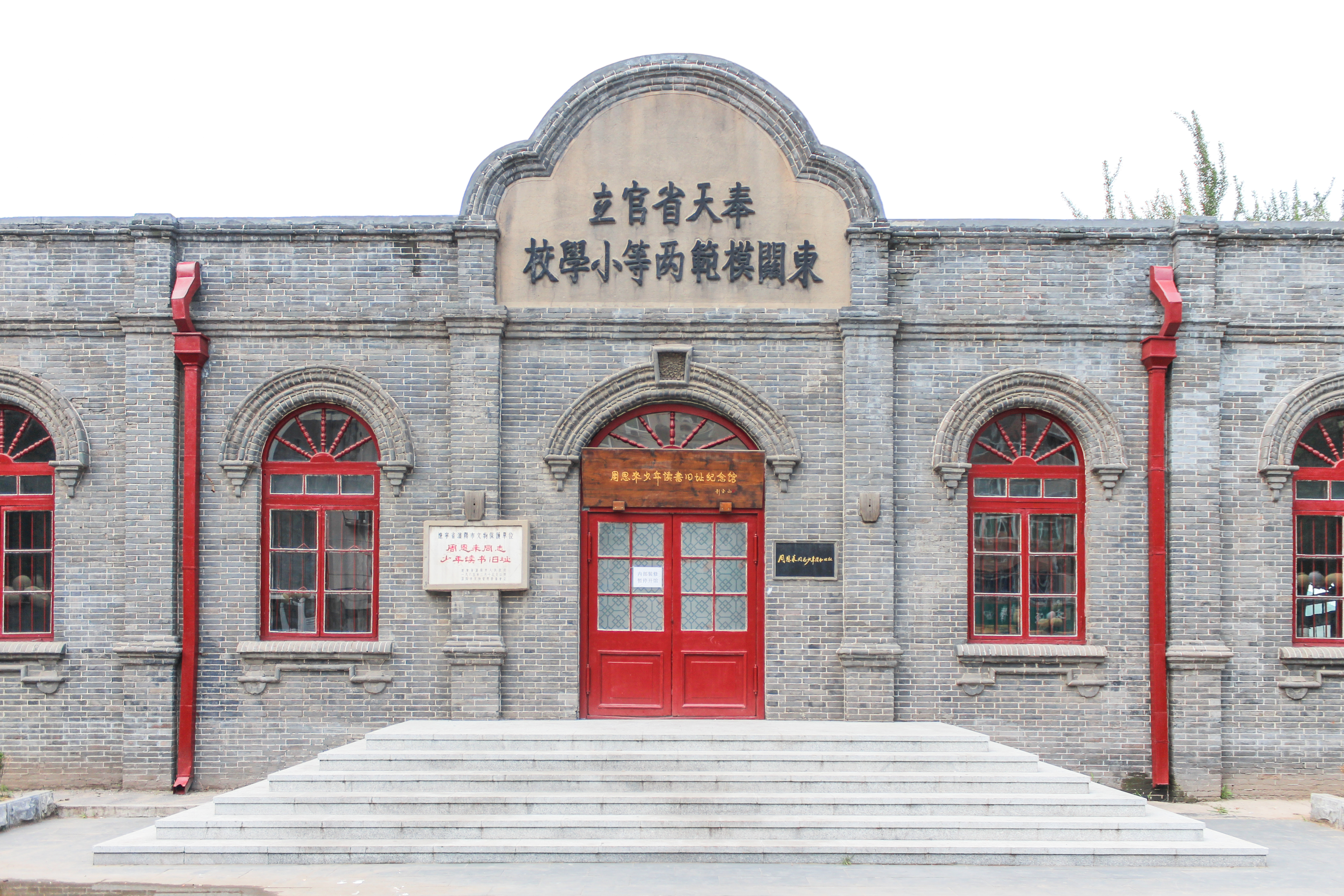
奉天省官立东关模范两等小学校

奉天省官立东关模范两等小学校成立于清宣统二年（1910年），系在“奉天第六两等小学堂”基础上合并第七两等小学堂组成。是沈阳市最早也是唯一保存至今的新式小学堂，位于沈阳市大东区东顺城街育才巷10号。主体建筑为二进院落，占地面积29315平方米，建筑面积6810平方米。主要有前楼、后楼、礼堂，即“两楼一堂”格局。前后楼均为二层砖木结构前廊式建筑，起拱形门窗，为这一时期建筑风格的代表。入正门后，立有影壁墙，其采用了青红砖砌花法；楼前有宽阔的操场。现用于双语学校小学部一年级新生的教学。
|                                                      | 學生讀書應以擔負國家將來艱鉅之責任為己任 |
| ——周恩来，東關模範學校第二週年紀念日感言，1912年10月 |                                          |

- 1905年，奉天学务处“废科举、兴学堂”，至光绪三十四年（1908年），沈阳先后建立了10所官立两等小学堂，以及主要供皇室子弟上学的维城两等小学堂。其中第六、第七官立小学堂于宣统二年合并为奉天省官立东关模范两等小学校[34]。
- 1910年，这十余所新式学堂陆续重新整合为几所“模范学校”，由此校名之中得“模范”二字；而“东关”之外，另有西关、南关、北关以及中央模范两等小学堂（今朝阳一校）；而“两等小学校”，指其包括初等小学（修业5年）与高等小学（修业4年）；学校经费由奉天地方政府支付，故为“官立”。其校舍为奉天提学使利用约一师之军费建造，称“100年不会裂缝”。经修缮，使用至今。由此种种，得“奉天省官立东关模范两等小学校”之名。周恩来

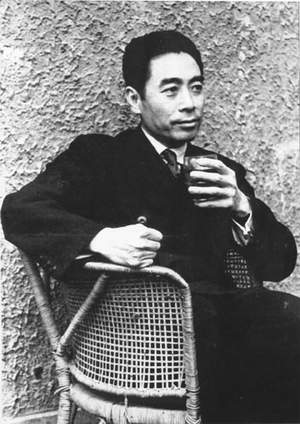
周恩来

- 1910年，周恩来随伯父周贻庚来到东北，先在铁岭银岗书院学习，半年后转入奉天官立东关模范小学。前楼二楼西侧第一间教室就是他少年时期的读书处。|                                              | 志在四方... 愿相会中华腾飞世界时... |
| ——周於赴日留學前予同學臨別贈言，1917年，瀋陽 |                                     |
- 1931年，沈阳沦陷，直至14年后光复，其间由日人任校长，日语列为必修科目。
- 1949年，原址先后为沈阳市第十六中学、沈阳市幼儿师范学校使用。
- 1978年，中共辽宁省委和沈阳市委决定将其修复，并在楼前立起一座周恩来身着风衣的花岗岩塑像。
- 1979年，被辽宁省革命委员会列为省级文物保护单位。
- 1993年，经沈阳市政府批准恢复校名沈阳市东关模范小学。
- 2005年，根据以校养馆的政策，东北育才教育集团承担纪念馆维护开支并据此并入集团内，更名为“东北育才东关模范小学”。
- 2006年，中国人民解放军海军航空兵副政委李春明致信时任辽宁省委书记的李克强，建议进一步修缮沈阳周恩来少年读书旧址纪念馆。次年沈阳市政府拨款700万，利用传统工艺进行“1978年以后的最大规模的修缮”，由沈阳故宫工程师，“使用糯米浆和生石灰勾石缝，用猪血进行油饰。”[38]现纪念馆部分每逢周末向提前预约的市民免费开放。
- 2010年，学校举行＂东关模范小学建校100周年＂的庆典。
- 2012年，纪念馆评定为国家AAA级旅游景区（依据GB/T17775－2003）[39]。
- 2013年起，超常教育实验部（少儿部）迁至本校区。
- 2019年起，超常教育实验部（少儿部）迁至浑南校区。

### 千代田小学旧址

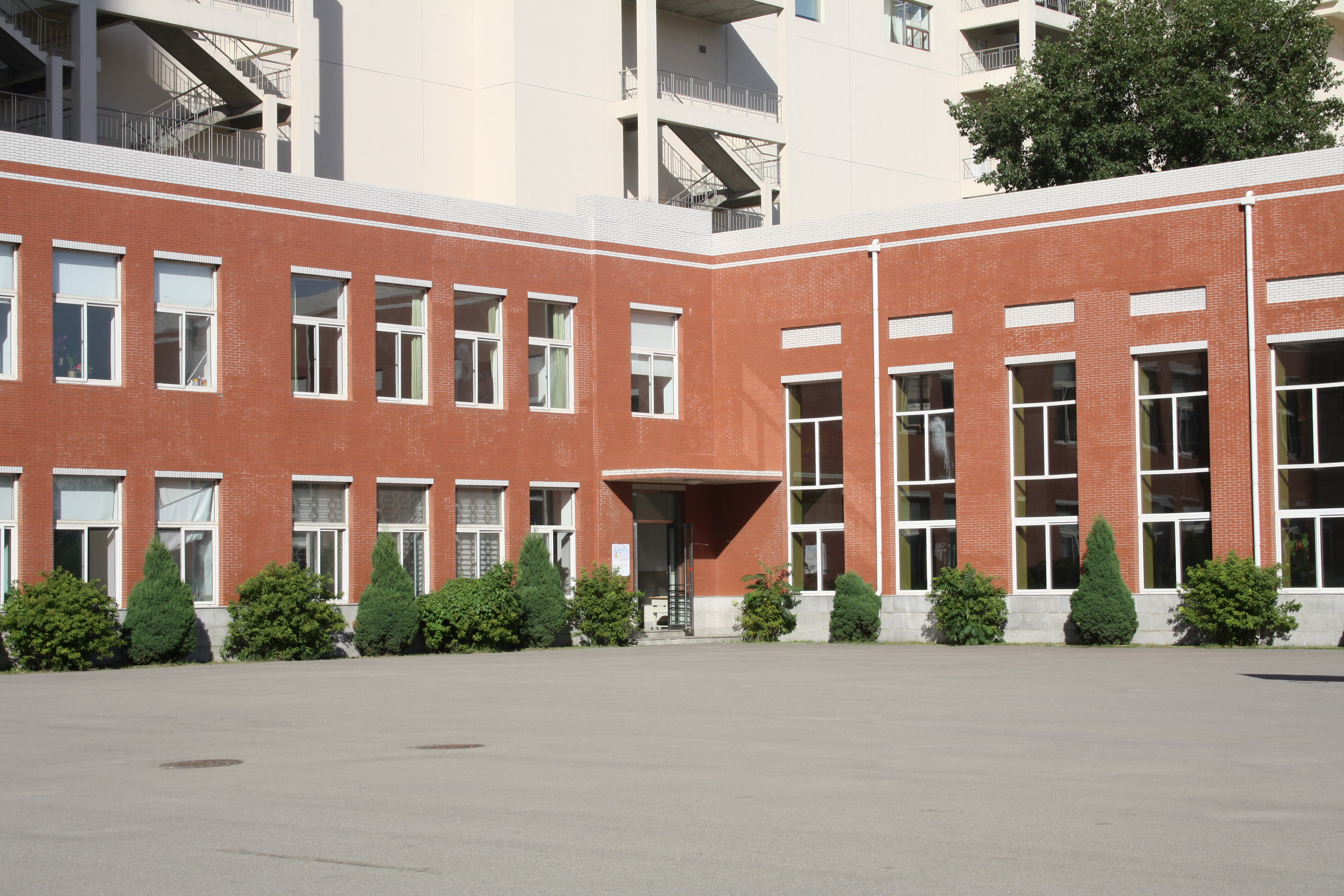
北校区西楼（右侧部分为体育馆，千代田小学时期为讲堂）。

曾为东北育才学校初中部使用，即北校区西楼，现已拆除。楼前操场下为东北三省最大的城市防空洞。入口设有假山、防爆门与密闭门，可行驶日式十吨级卡车。
- 1965年，于原两层建筑之上加盖一层斜顶房屋，后拆除。
- 1969年，沈阳市电话三分局在原来三层混凝土防空洞基础上进行改扩建。次年，主体工程完工，借此共占用了校园5320平方米直至1991年。
- 2013年，完成拆除。

## 校际关系

### 校际合作
1986年，辽宁省部分重点中学协作体成立，沈阳育才为发起校之一。
1986年，沈阳育才与北京八中、天津耀华、湖南师大附中等十余所学校联合成立了全国超常教育协作校。

### 第四野战军随军子弟学校及其各部变迁
1948年5月，东北民主联军总政治部正式决定成立“东北民主联军南岗干部子弟学校”，首任校长兼党支部书记为林月琴，中共将领罗荣桓之妻。
- 后部队改编为中国人民解放军第四野战军，学校亦于辽沈战役（辽西会战）期间更名为“第四野战军随军子弟小学”。
- 中共占领沈阳后，一部由哈尔滨南岗迁至沈阳，由中共东北局负责管理。并在其基础上建立“东北第一育才小学”。校长为李力群，中共东北局负责人高岗之妻。
- 其余大部在第四野战军入关作战后，于1949年2月迁至天津，同年9月奉命赴武汉，期间曾迁往原国民革命军庐山军官训练团旧址，后迁回武汉东湖校址，正式名称为“中南军区暨野战军干部子弟学校”。校长为王长德，中共四野将领谭政之妻。1970年6月停办。
- 还有一部在中共第四野战军第十五兵团占领广州后，成立“华南军区干部子弟学校”由中南军区政治部管理，对外称八一中学后更名为“广州市八一实验学校”，校长项辉方，中共四野将领黄永胜之妻。

### 沈阳市育英小学
成立于东北共军占领沈阳之后，隶属于原东北计划委员会。首任校长孔力由哈尔滨市育才小学调任，后转任国家计委子弟小学校长。其同样因为牵涉高岗饶漱石事件而被革职，文革期间于秦城监狱羁押八年，2008年病逝。
- 1956年，沈阳市育英小学并入育才小学，即东北育才学校。

### 中国育才学校联谊会
中国各地存在为数众多的以“育才”命名的学校，除得名于“培育人才”的寓意之外，也有部分为受陶行知所创办的重庆育才学校影响。重庆育才学校于1947年迁往上海，1951年改为“行知艺术学校”。保留在重庆的育才分部1949年底恢复为重庆育才学校，后分设中学、小学，至今重庆育才仍被称作师陶圣地。在中共建政前后，许多干部子弟学校也以“育才”命名：
- 1948年，辽西会战后中共林彪部占领沈阳，由第四野战军子弟学校建立东北育才学校；
- 1949年，平津会战中傅作义部投降，林彪所部占领北平。华北育才随中共中央军委进入北京，更名为“北京育才学校”；

請参阅：北京育才学校
- 1949年9月1日，大连育才经中共中央、东北局批准建校，大连市长任校长。建校时，300余学生大部分是干部子女，1952年开始接纳部分劳动模范、高级知识分子的子女。1953年,育才学校的中学部合并到大连一中，只保留小学部。1956年9月，又与大连第四初中合校，后改为大连市第二十四中学。
- 1951年，四野十五兵团邓华部占领广州，建立广州育才学校，1953年又并入中共中央华南分局干部子弟学校。

請参阅：广州大学附属中学
- 1951年，四野十七兵团程子华部占领广西，于10月1日分别在南宁和桂林成立“广西育才学校”和“广西师范大学育才学校”，为越南培养近7000名教师和干部，其中包括5位政治局委员、22位部级干部。

### 友好学校
- 天津市耀华中学
- 哈尔滨市第三中学
- 俄罗斯彼尔姆市61中学，1991年
- 马来西亚尊孔独立中学，1994年
- 韓國京畿科學高等學校（英语：Gyeonggi Science High School），1996年
- 德国圣·贝尔哈德文理中学（德语：St.-Bernhard-Gymnasium），1996年
- 美国阿巴拉契亚州立大学教育学院，1997年
- 日本富山县中部高中（日语：富山県立富山中部高等学校），1999年
- 美国芝加哥北部大学附中, 2000年
- 芝加哥弗兰西斯科·玛德罗中学, 2000年
- 芝加哥欧迪兹·多明戈小学, 2000年
- 美国密歇根牛津高中, 2010年[41]
- 英国露丝公学